# 카탈루냐어 위키백과
카탈루냐어 위키백과(카탈루냐어: Viquipèdia en català)는 카탈루냐어 판의 위키백과이다. 2001년 3월 16일에 설립되어 2018년 8월 기준 587.000개의 문서를 자랑하고 있다. 위키백과 부호는 ca이다.

## 같이 보기
- 스페인어 위키백과